# جلال الدغيلي
جلال محمد منصور الدغيلي وزير دفاع ليبيا بالمجلس الوطني الانتقالي. خلف عمر الحريري بتاريخ 19-5-2011 بعد تسريح الأخير لحدوث ثمة مشكلة مع عبد الفتاح يونس قائد جيش التحرير الوطني الليبي آنذاك. رغم أنّ منصبه الرسمي في الأصل «مسؤول الشؤون العسكرية»، إلا أنّ مجمل المصادر تشير إليه على أساس أنّه «وزير الدفاع» بالمجلس. تمّ تسريح الدغيلي هو و14 من اللجنة التنفيذية (عدد أعضائها 16 آنذاك) يوم 8-8-2011 ثمّ أعيد إلى منصبه أوائل شهر 9 بعدما استمر كوزير دفاع مؤقت لمدة شهرين. وانتهت ولايته والمنصب الشاغر بانتظار إعلان عبد الرحيم الكيب لوزير دفاع جديد. وزاد التوتّر بين الدغيلي والعسكريين الليبيين المنشقين عن القذافي ممن التحقوا بثورة 17 فبراير من كافة الرتب، ويتّهمونه ووزارة الدفاع بالعمل على تهميشهم.

## نبذة عامة
نقلت ذا إيكونومست أنّ الدغيلي رجل مدني غير عسكري. ورصدت مؤسسة جيمزتاون أنّه يحمل دكتوراه

## خلال الحرب الليبية
بخلاف عمر الحريري الذي سبقه، كان الدغيلي عضواً باللجنة التنفيذية للمجلس الوطني الانتقالي
التقى برئيس أركان القوات المسلحة القطرية يوم 5-8-2011 بالدوحة.
زار نالوت يوم 20-7-2011، وأثنى على تحالف العرب والأمازيغ بجبل نفوسة، كما أبدى ثقته في قدرة الثوار الأمازيغ بالدفاع عن معبر وازن على الحدود التونسية، وأكّد أنّ المجلس الوطني الانتقالي يتعاون مع الناتو لتحديد مواقع تمركز القوات الموالية لحكومة معمر القذافي على الجبهة الغربية. واصطحبه في تلك الزيارة ممثل قطري، وفق شهادة مراسل لمؤسسة جيمزتاون.
كان الدغيلي في مصر لحظة اغتيال عبد الفتاح يونس ببنغازي (28-7-2011)، واختار أن ينهي مهمّته في مصر بدلاً من الرجوع إلى ليبيا، مما أثار حفيظة البعض وأدّى إلى مطالبة بعض الأطراف باستقالته. تمّ تسريح معظم أعضاء اللجنة التنفيذية - ومنهم الدغيلي - يوم 8-8-2011، وكُلِّف رئيس الوزراء (بحكم «الأمر الواقع»)محمود جبريل بأن يشكّل لجنة تنفيذية بديلة.
كان سيستبدل الدغيلي بسالم جحا، وههو أحد قوّاد ثوّار مصراتة، إلا أنّ مصطفى عبد الجليل تدخّل لأجل إبقاء الدغيلي بمنصبه. وادّعت قناة الجزيرة أنّ الدغيلي يحظى بدعم التيّارات الإسلامية من الثوار، والتي تكون علاقاتهم بالساسة اللبراليين (على حدّ ادّعائهم) - أمثال جبريل وعبد الجليل - بها شيء من المشادّة.